# Ceratostylis gracilicaulis
Ceratostylis gracilicaulis är en orkidéart som beskrevs av Rudolf Schlechter. Ceratostylis gracilicaulis ingår i släktet Ceratostylis och familjen orkidéer. Inga underarter finns listade i Catalogue of Life.